# Jin Sun-yu
Dans ce nom coréen, le nom de famille, Jin, précède le nom personnel.
Jin Sun-yu, née le 17 décembre 1988 à Séoul, est une patineuse de patinage de vitesse sur piste courte coréenne.

## Jeux olympiques
- Jeux olympiques d'hiver de 2006 à Turin ( Italie) :
  -  Médaille d'or du 1 000 m
  -  Médaille d'or du 1 500 m
  -  Médaille d'or du relais 3 000 m